# Дамский убийца
«Дамский убийца» — телефильм режиссёра Майкла Скотта, детективный фильм. Премьерный показ состоялся 19 августа 1992 года.

## Сюжет
Главная героиня Мишель Мэдисон работает в полиции и постоянно «сгорает» на работе. И вот она расследует очередное преступление — цепочку убийств, следующих одно за другим, причём все жертвы — женщины.
Мишель к тому же страдает от одиночества, и в перерывах между работой пытается найти себе если не долгого спутника жизни, то хотя бы временного сожителя. Она решается дать объявление в службу знакомств. Через некоторое время Мишель знакомится с молодым мужчиной, который ей нравится и с которым она проводит единственную страстную ночь, после которой её новый любовник неожиданно исчезает.
Мишель Мэдисон помнит о работе и в то же время хочет найти своего нового знакомого. Она продолжает расследование запутанного сложного дела, и выясняет, что исчезновение мужчины связано с тем делом, которое она расследует. И кроме того она узнаёт, что могла бы быть ещё одной жертвой серийного убийцы.

## В ролях
- Мими Роджерс — Мишель Мэдисон, детектив полиции
- Джон Ши — Джек Пэкэрд
- Том Ирвин — Винни
- Элис Криге — Мэй Пэкэрд
- Боб Гантон — Волковски
- Берт Ремсен — медицинский эксперт О' Мэлли
- Кортни Барилла — Сара Пэкэрд